# Художній музей (Базель)
Художній музей (нім. Kunstmuseum) у Базелі — найбільший у Швейцарії музей образотворчого мистецтва. Розташований у місті Базель. Відкрився в 1661 році, ставши першою у світі публічною колекцією мистецтва. Музейне приміщення в неокласицистичному стилі було споруджено в 193–1936 роках за проєктом архітекторів Пауля Бонаца та Р. Кріста. Музей розташований навпроти колишньої будівлі Швейцарського національного банку на вулиці Санкт-Альбан Ґрабен (St. Alban-Graben)

## Колекції
Художній музей в Базелі зберігає найбільшу колекцію робіт художньої династії Гольбайнів у світі. Основу музейних фондів становить колекція базельського колекціонера Базіліуса Амербаха (1533—1591), батько якого Йоганн Амербах мав дружні стосунки з гуманістом Еразмом Роттердамським і художником Гансом Гольбайном молодшим. Цю приватну колекцію в 1661 р. придбало місто Базель. Так званий «Кабінет Амербаха» став першим музеєм у власності міста.
Експозиція музею розташовується на двох поверхах. На першому поверсі представлені старі майстри XV—XIX ст.: Конрад Віц, Гольбайни, Мартін Шонгауер, Лукас Кранах Старший, Матіас Грюневальд, Пітер Пауль Рубенс та Рембрандт. Імпресіоністи XIX ст. представлені роботами Поля Сезанна, Поля Гогена та Вінсента ван Гога. У музеї демонструються також роботи німецьких і швейцарських художників XVIII і XIX ст.
Другий поверх музею присвячений скульптурі й живопису ХХ ст. Музей славиться своєю колекцією кубістів — Пабло Пікассо, Жоржа Брака та Хуана Гріса. Експресіоністи представлені такими іменами, як Едвард Мунк, Франц Марк, Оскар Кокошка та Еміль Нольде. В експозиції Художнього музею демонструються й роботи, виконані в стилі конструктивізм, дадаїзм та сюрреалізм, представлені Пітом Мондріаном та Сальвадором Далі. 
У 1967 році продаж картин Пікассо Les deux frères (1906) і Arlequin assis (1923), які були позичені протягом багатьох років, опинився під загрозою. Через референдум жителі Базель-Штадта схвалили державну позику в розмірі 6 мільйонів швейцарських франків, а громадяни також зібрали 2,4 мільйона франків на придбання двох картин для художнього музею. Пікассо був настільки зворушений, що подарував місту ще чотири роботи: Homme, femme et enfant (1906), ескіз для Les Demoiselles d'Avignon (1907) і дві великі пізні роботи Vénus et l'amour і Le couple з 1967 року. Тодішньому директору музею Францу Майєру дозволили самому вибрати їх у майстерні Пікассо. Нарешті Майя Захер-Штелін додала до цієї пожертви кубістичну роботу Le poète (1902).
Сучасне мистецтво демонструється разом з роботами, що перебувають у власності Фонду Емануеля Гоффманна в рамках базельського Музею сучасного мистецтва, відкритого в 1980 р., який входить до складу Художнього музею.
Як захід безпеки під час російсько-української війни, наприкінці 2022 року численні роботи з Київської картинної галереї, національного українського художнього музею, були вивезені до Швейцарії, як до Базеля, так і до Женеви. У рамках цього проєкту художній музей Базеля організував виставку "Народжені в Україні", на якій було представлено 49 картин з Київської картинної галереї. На виставці були представлені роботи 31 художника між 18 і 20 століттями, які не тільки знайшли тут притулок, але й були переосмислені з погляду історії мистецтва з огляду на українську культуру. Виставка проходила одночасно з виставкою "Від заходу до світанку", організованою в Музеї Рат у Женеві.

## Галерея

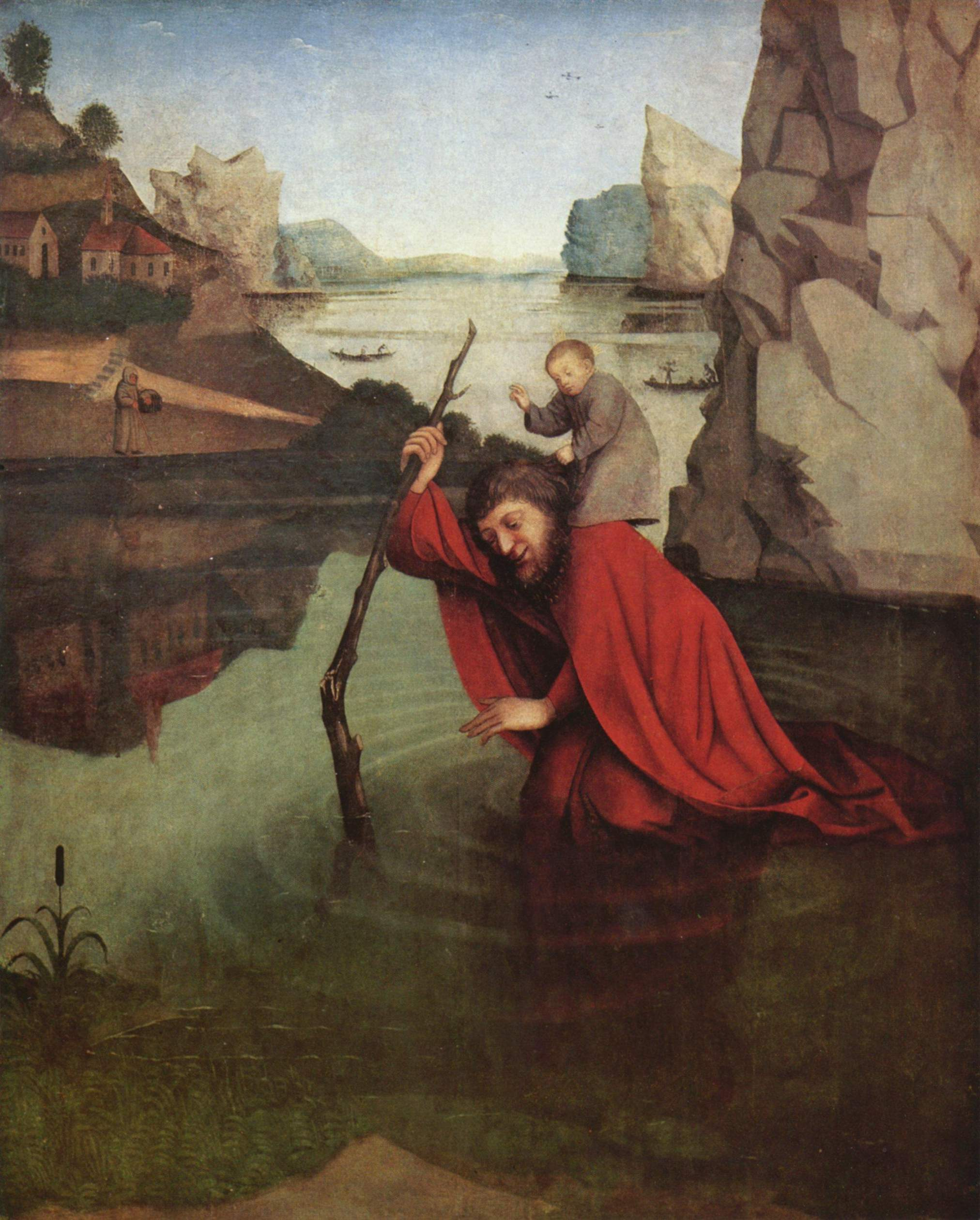
Конрад Віц, Святий Христофор (бл. 1435)
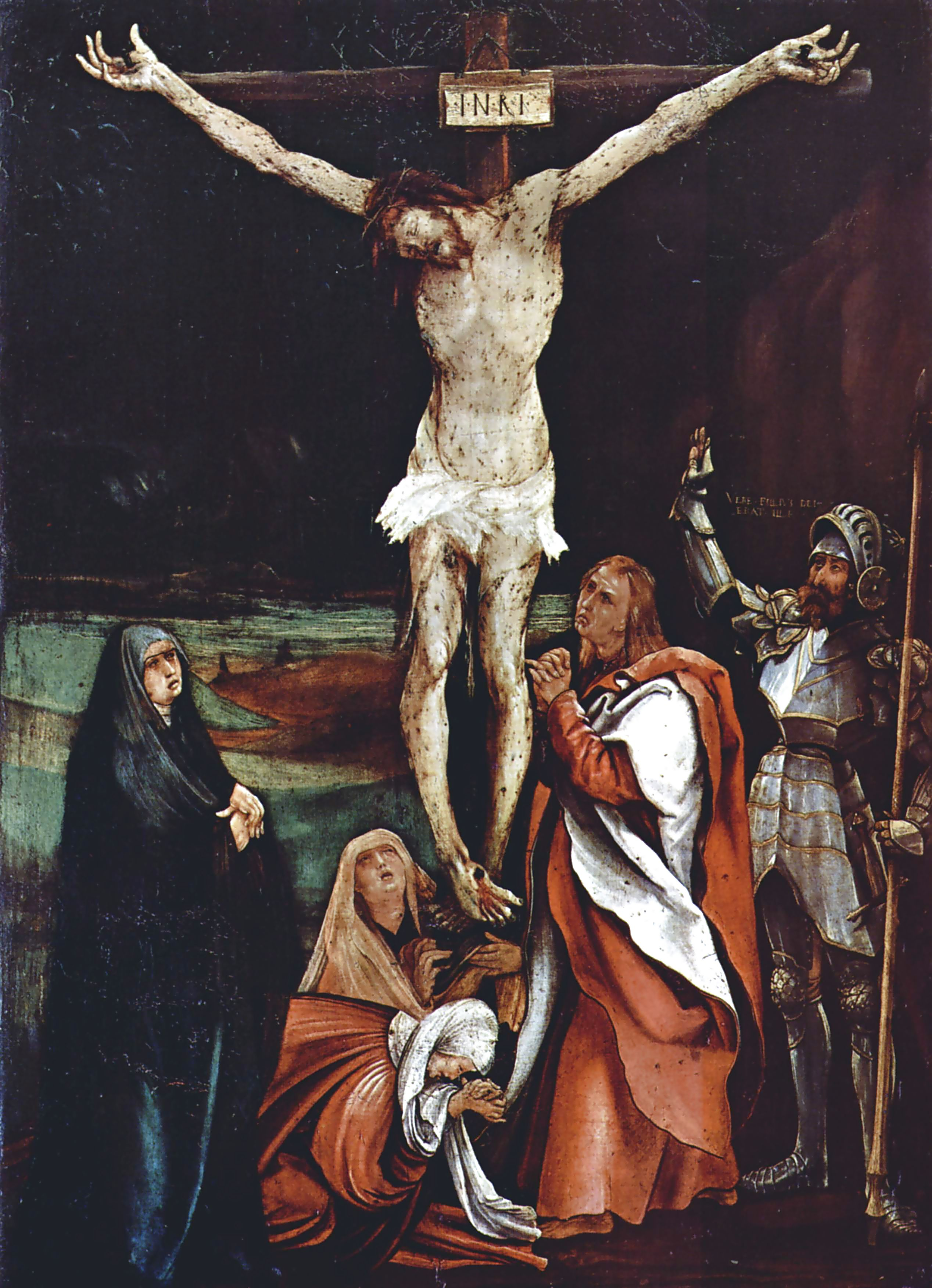
Матіас Грюневальд, Розп'яття (1508)
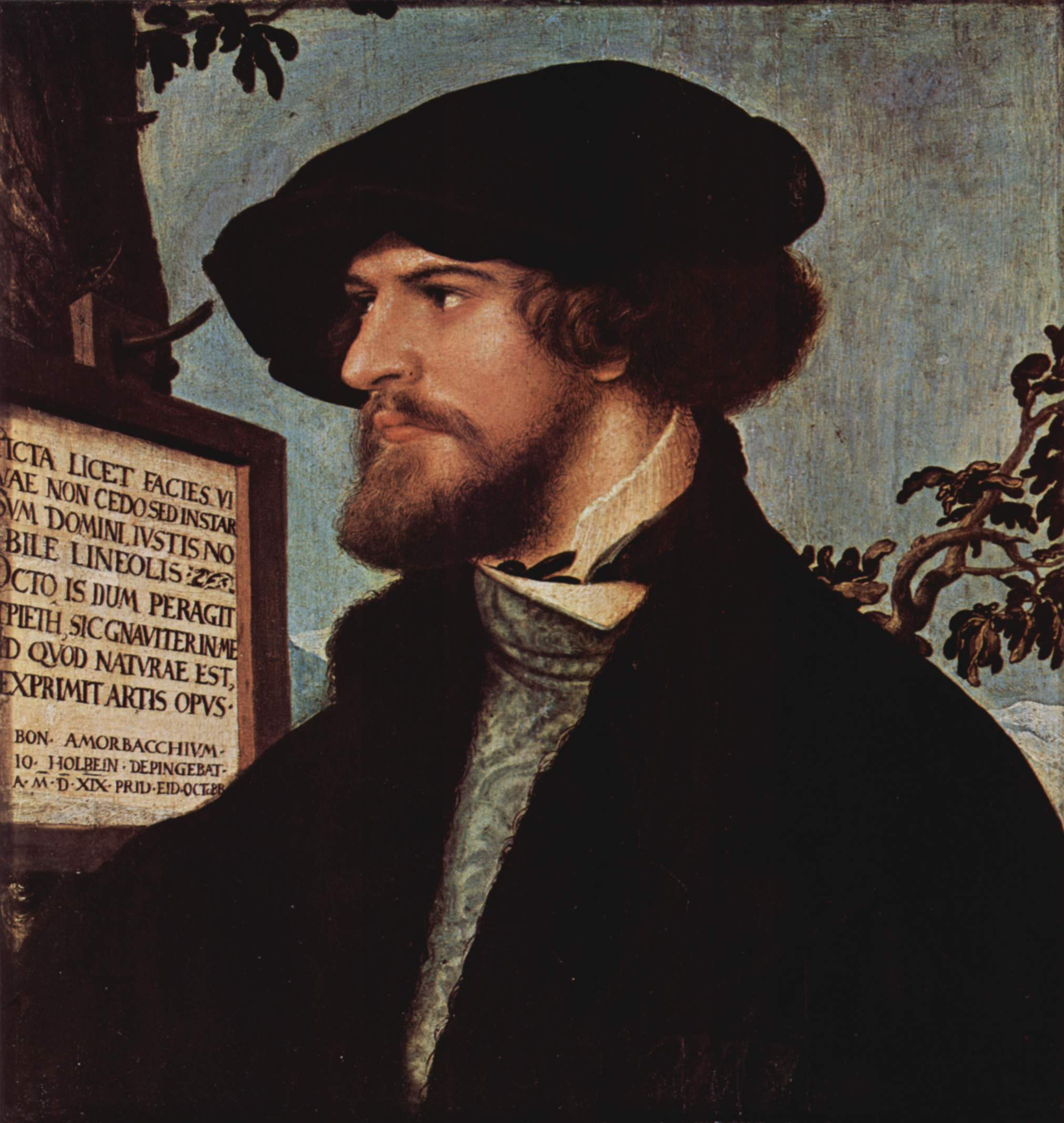
Ганс Гольбайн молодший, Портрет Боніфація Амербаха (1519)
Ганс Гольбайн молодший, Портрет Еразма Роттердамського (1523)
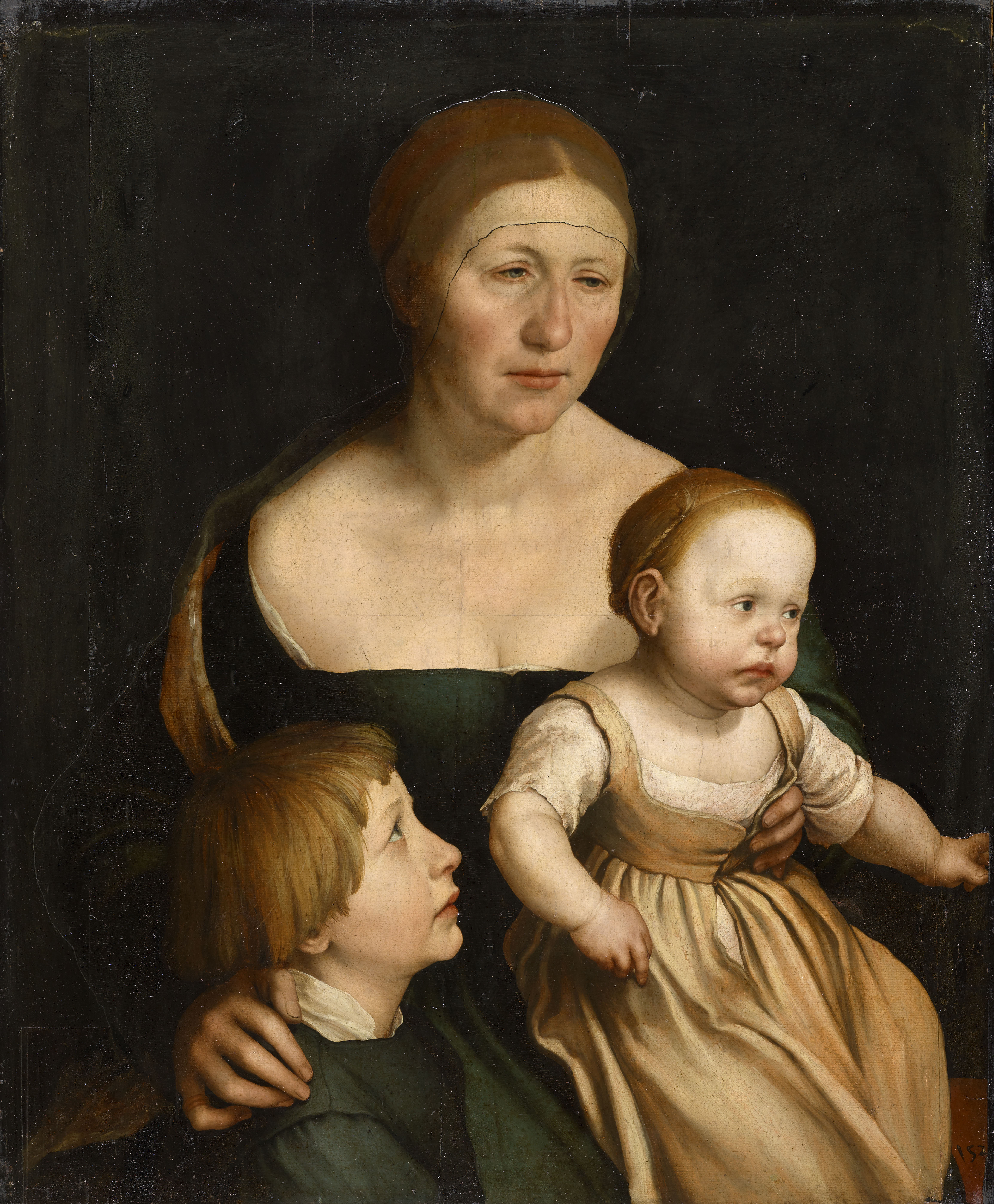
Ганс Гольбайн молодший, Дружина й діти художника (1528)
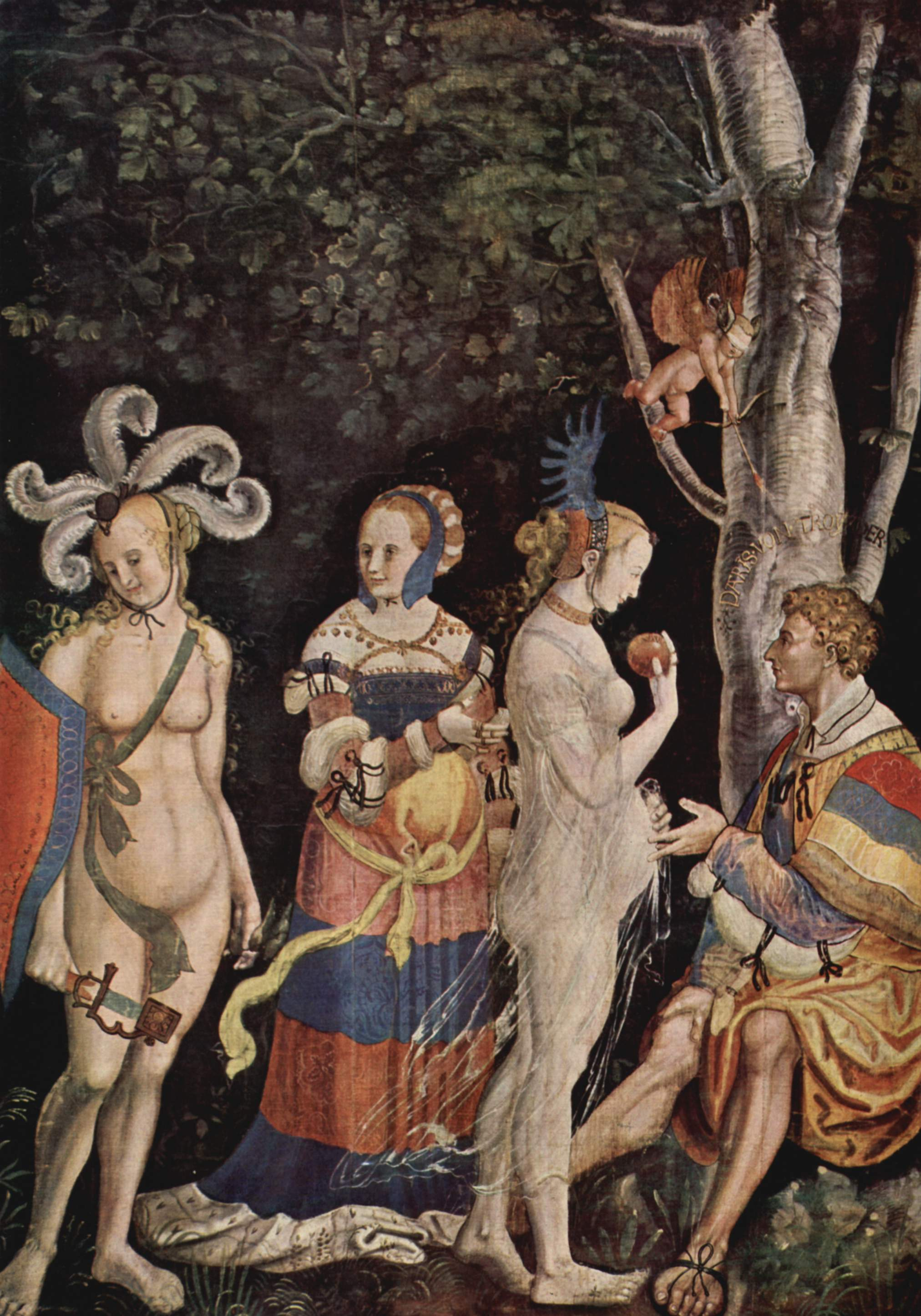
Ніклаус Манюель, Суд Паріса (бл. 1520)
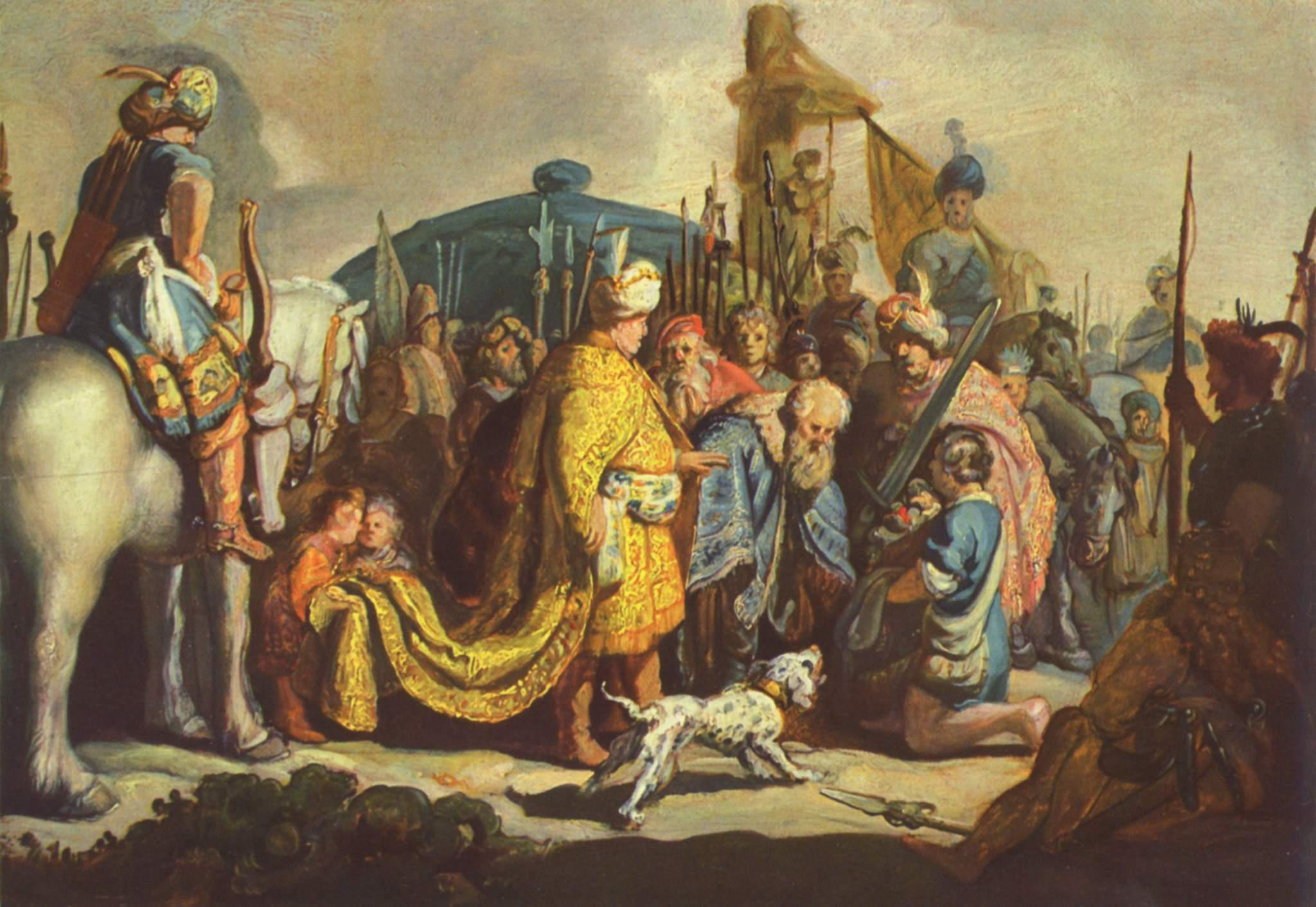
Рембрандт, Давид демонструє голову Голіафа Саулові (1627)
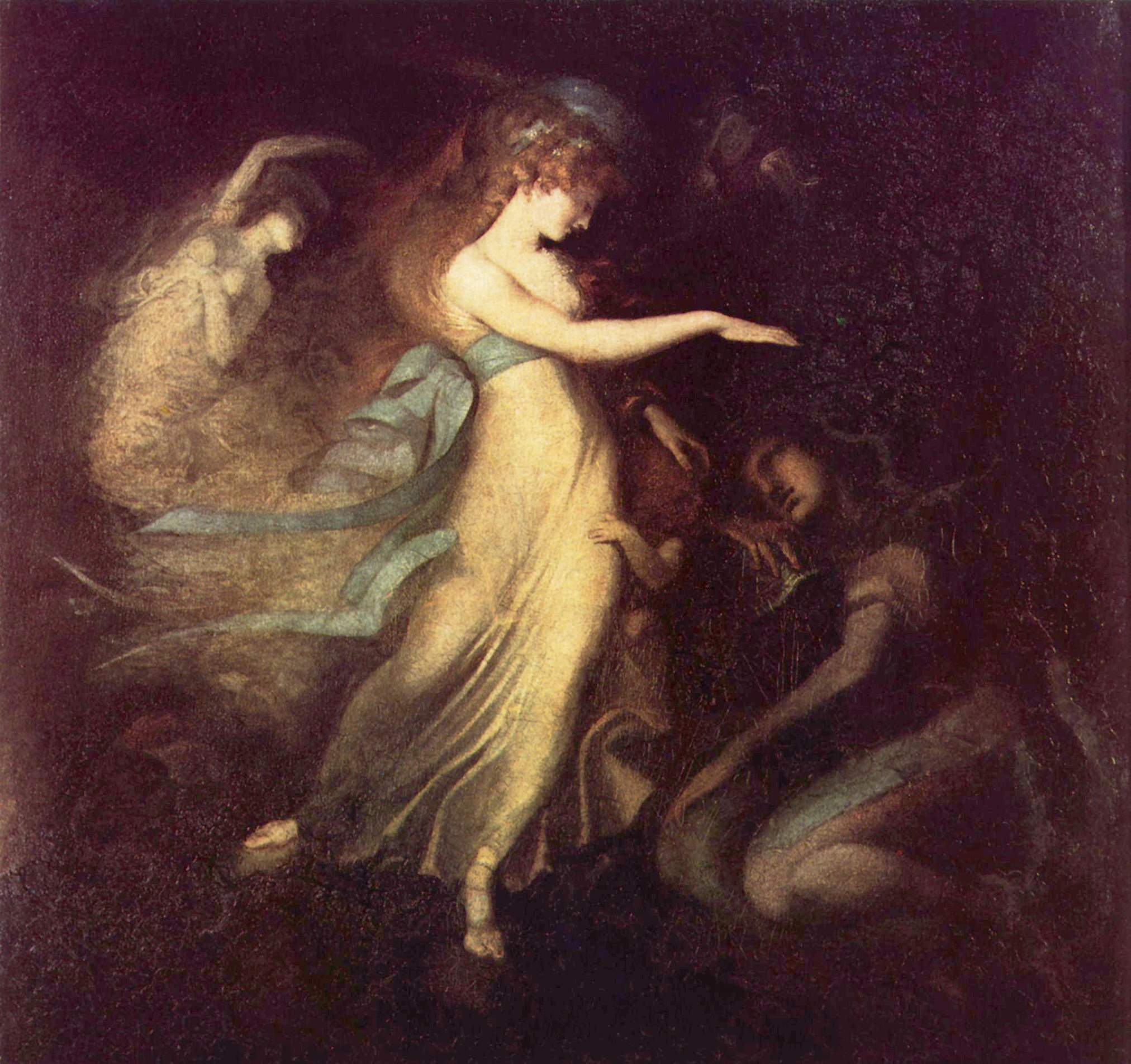
Йоганн Генріх Фюсслі, Король Артур та королева фей (бл. 1788)
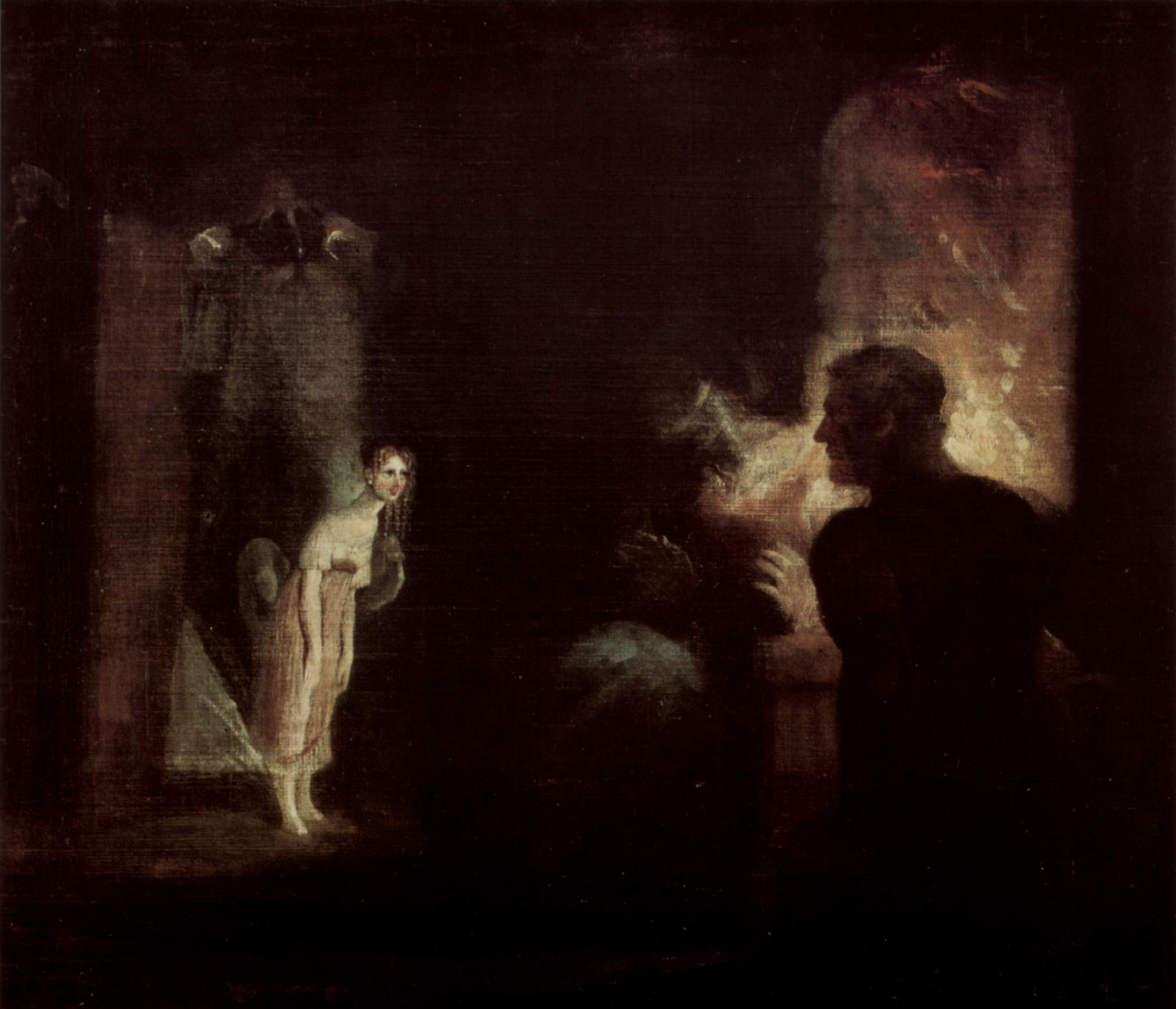
Йоганн Генріх Фюсслі, Прихід Ундіни у хату рибалки (1821)
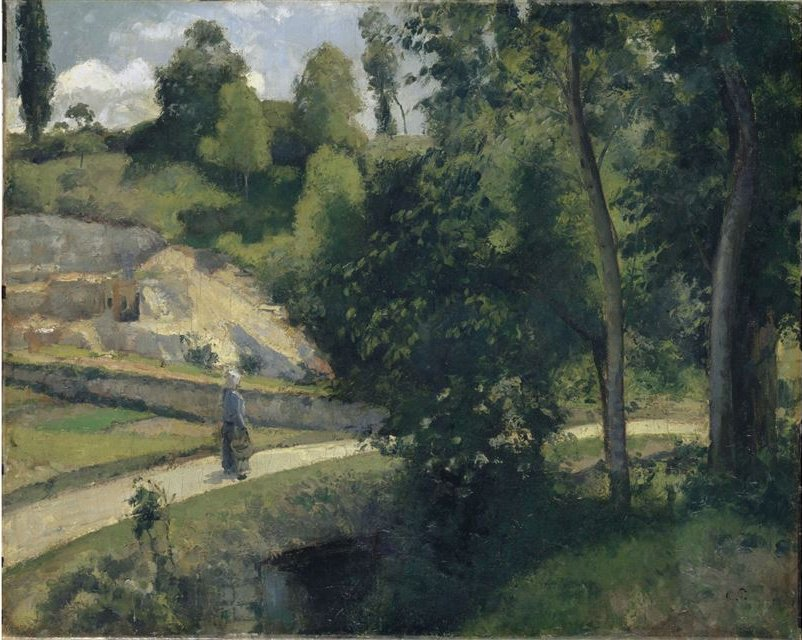
Каміль Піссарро, Кар'єр, Пуантуаз (1874)
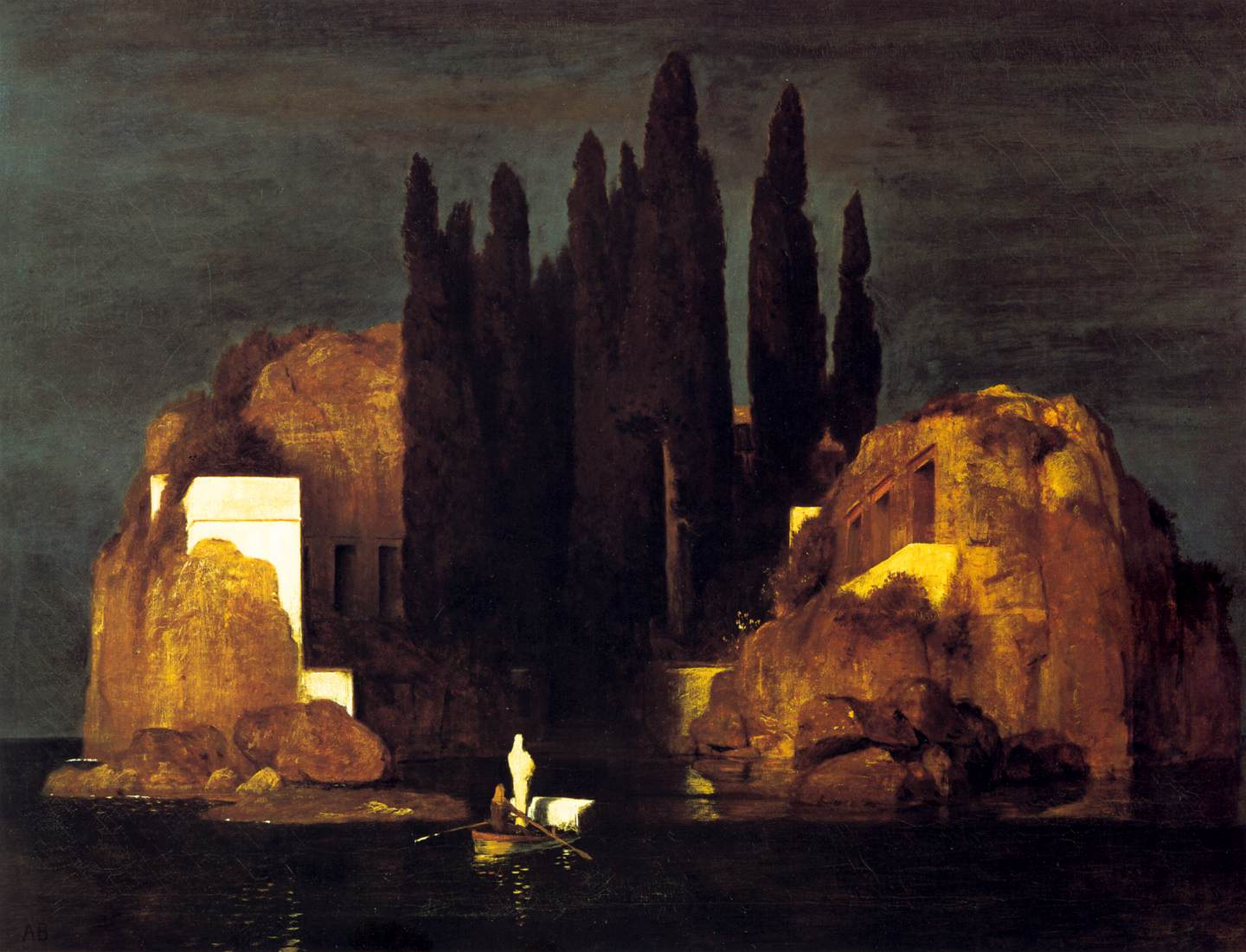
Арнольд Беклін, Острів мертвих (1880)
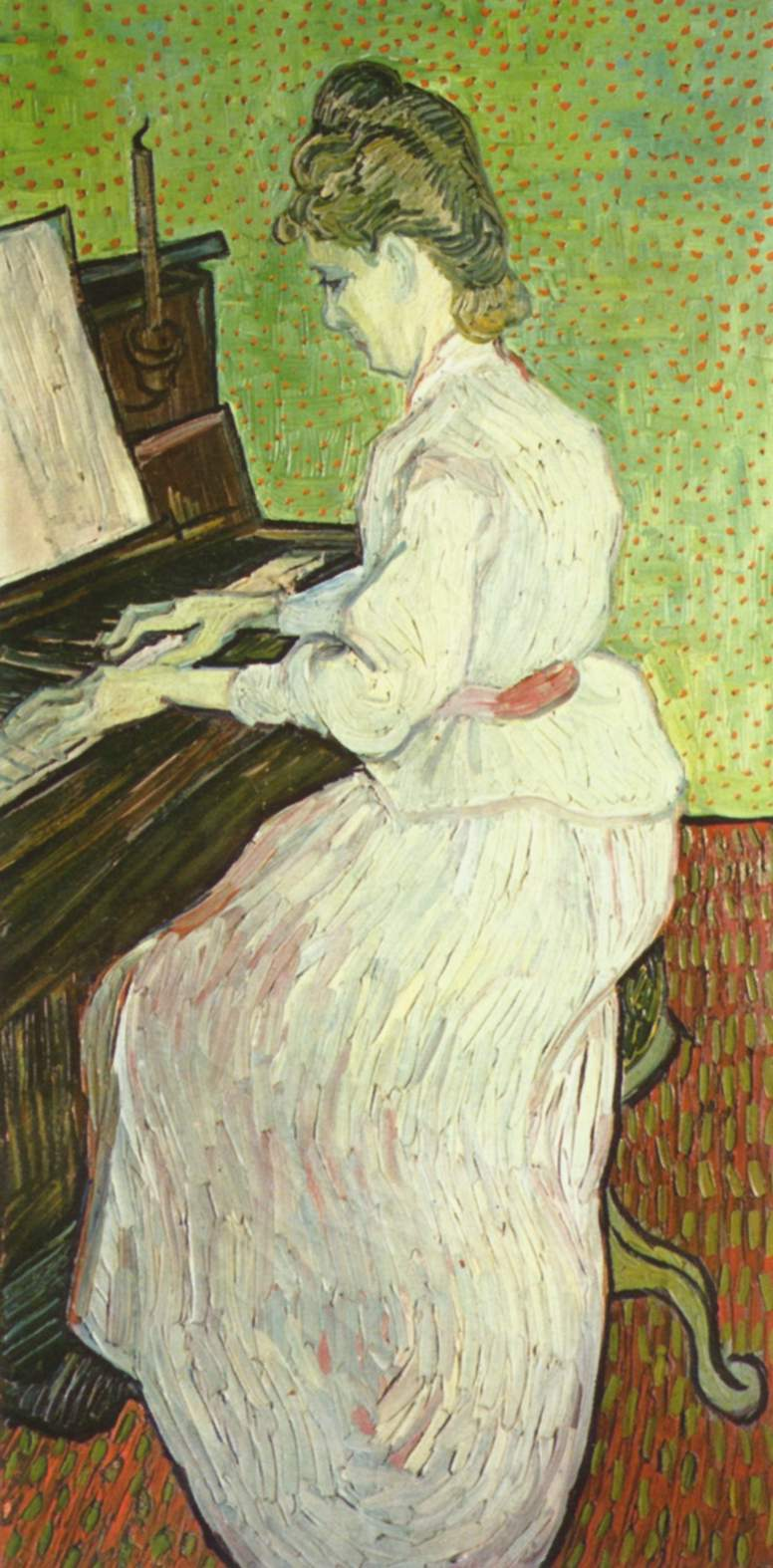
Вінсент ван Гог, Мадмуазель Ґаше за піаніно (1890)
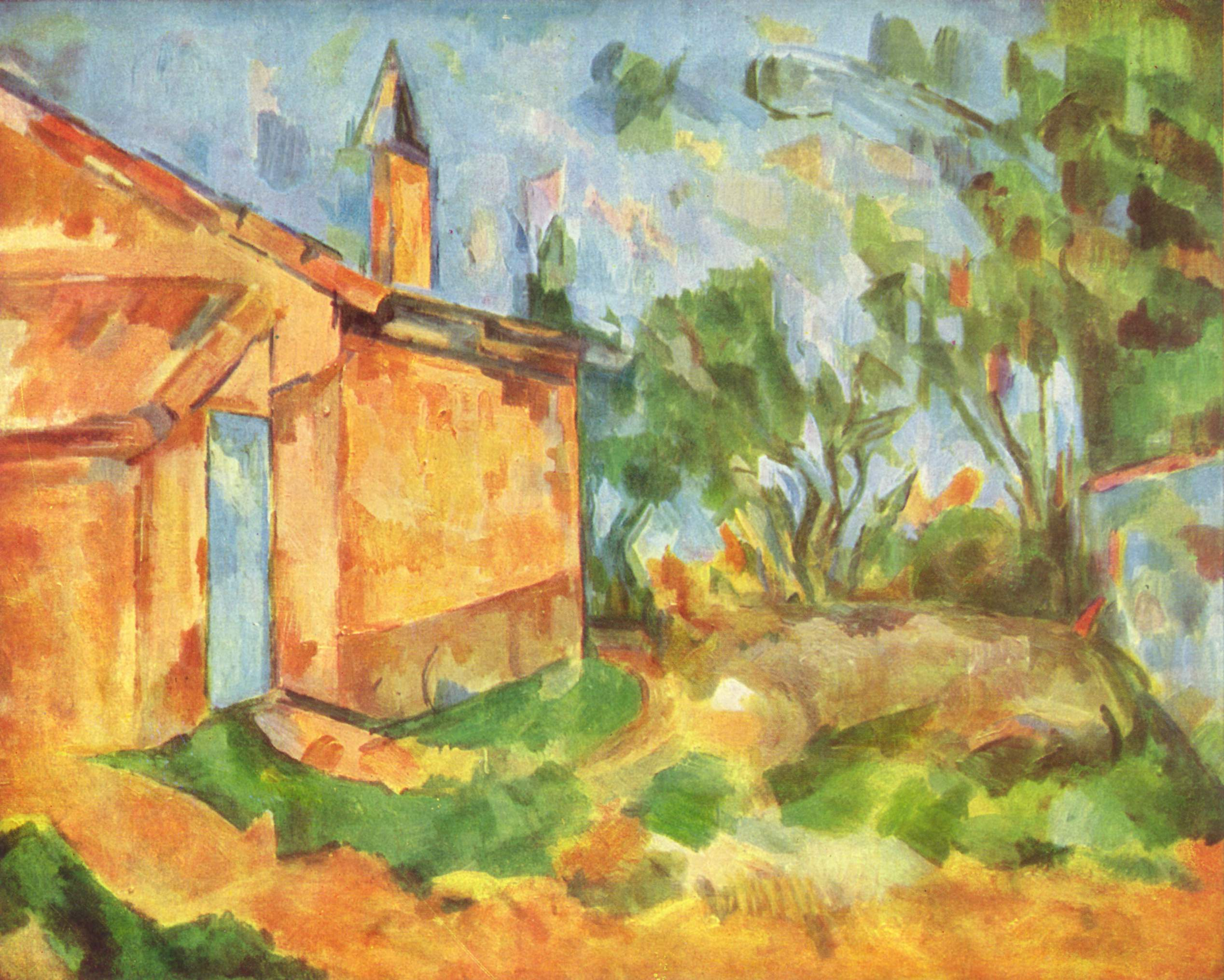
Поль Сезанн (1906)
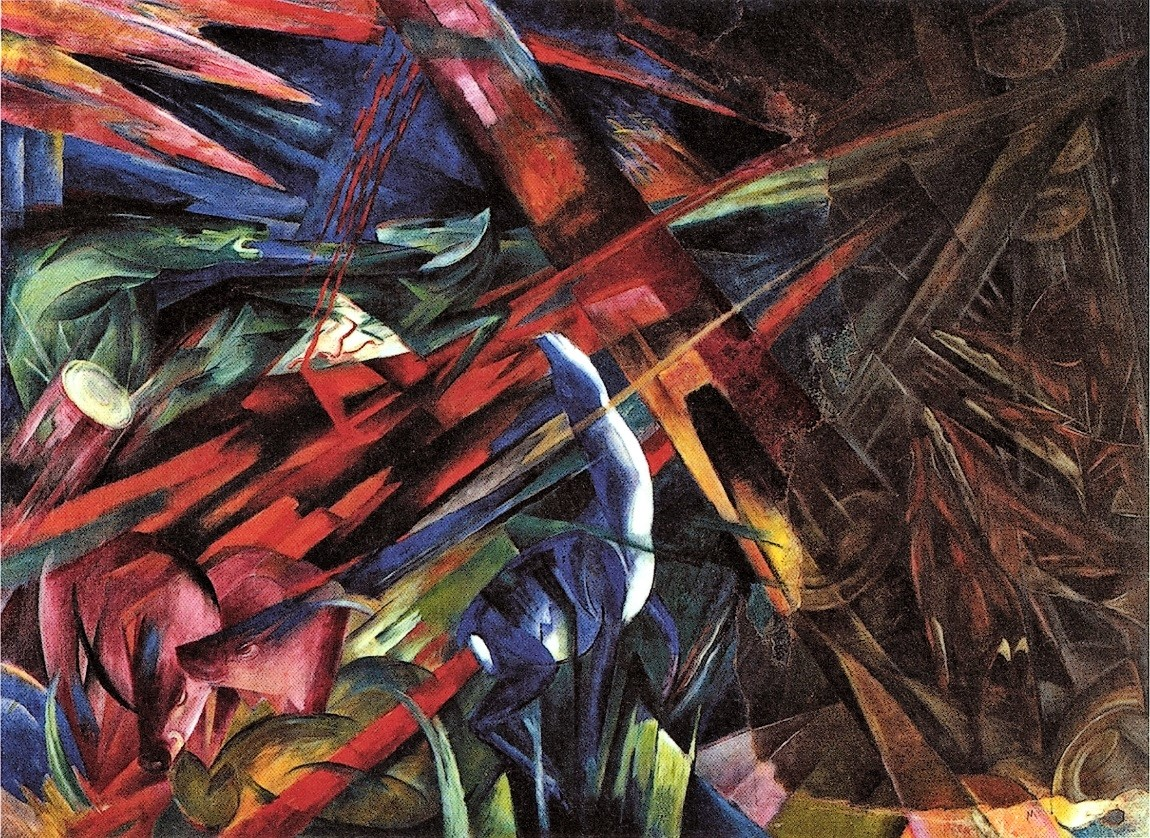
Франц Марк, Доля тварин (1913)
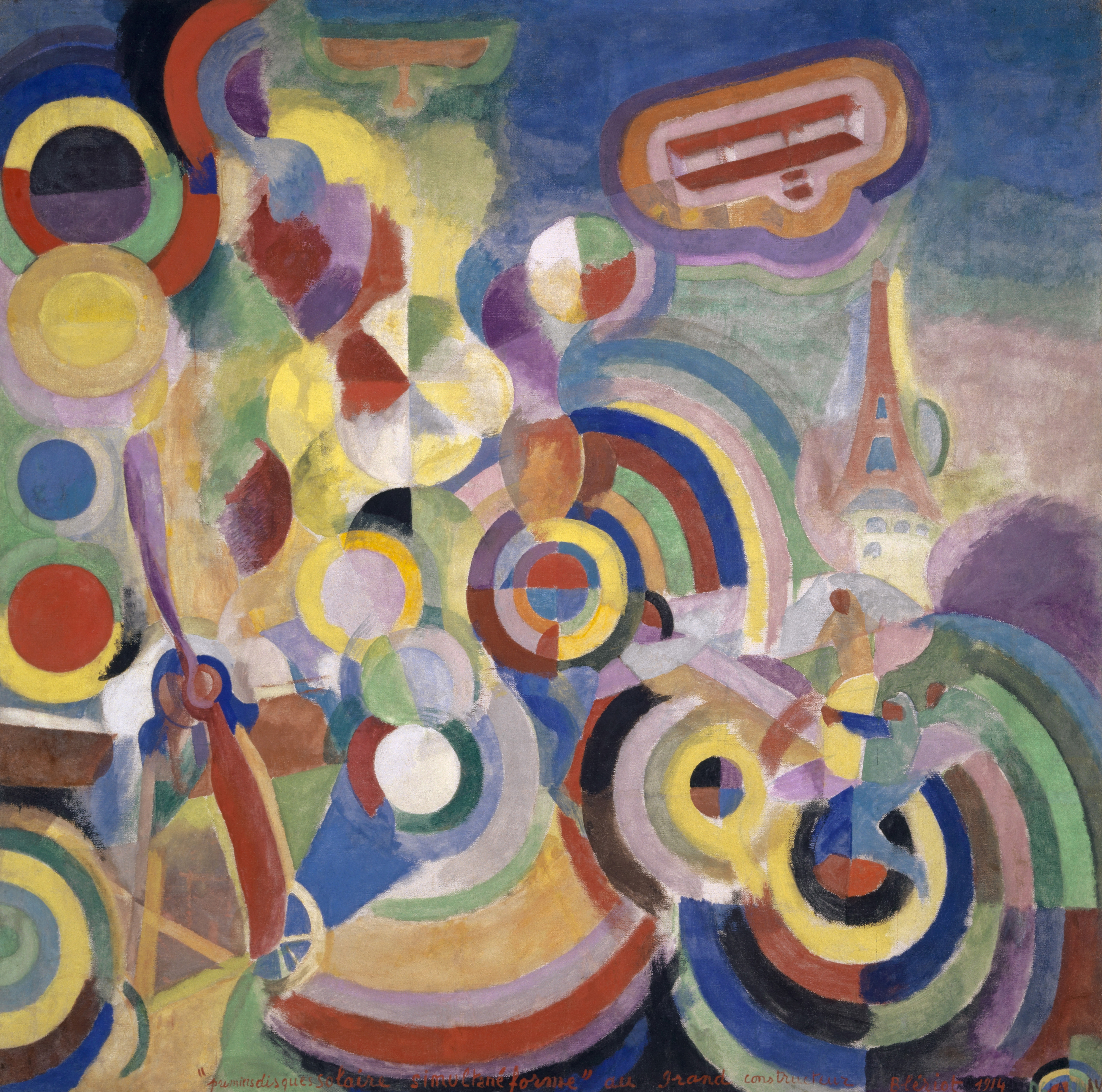
Робер Делоне, Вшанування Блеріо (1914)